# Quatro Pontes
Quatro Pontes este un oraș în Paraná (PR), Brazilia.